# 리갈 와이프
《리갈 와이프》(영어: The Legal Wife)는 2014년 방영된 필리핀의 드라마이다.